# Monika Paulikienė
Monika Paulikienė (* 30. August 1994 in Kelmė als Monika Povilaitytė) ist eine litauische Beachvolleyballspielerin.

## Karriere

### Jugend und Junioren
Povilaitytė spielte von 2011 bis 2018 international mit Ieva Dumbauskaitė. Im ersten gemeinsamen Jahr wurde das Duo Neunter der Jugend-WM in Umag, Kroatien. Nach einem weiteren neunten Platz bei der U20-EM in Tel Aviv gewannen die Litauerinnen vor heimischem Publikum die U18-EM in Vilnius. 2012 wurden sie U19-Weltmeisterinnen in Larnaka auf Zypern, gewannen die Bronzemedaille bei der Beach-Europameisterschaft der unter Zwanzigjährigen in Hartberg und belegten den neunten Platz bei der U23-EM. In der folgenden Saison wurden sie Neunte bei der Weltmeisterschaft der unter 23-Jährigen sowie Fünfte bei der U21-WM. Auf europäischer Ebene erreichten die beiden Litauerinnen das Halbfinale bei den unter Zwanzigjährigen und den neunten Rang bei den bis zu zwei Jahren älteren Sportlerinnen. Wiederum in Larnaka standen 2014 sie im Finale der U21-Weltmeisterschaft und wurden jeweils Neunte bei der U22-EM und der U23-WM. Bei ihrer letzten Juniorenmeisterschaft im folgenden Jahr gewannen sie noch einmal die Bronzemedaille bei der U22-EM in Macedo de Cavaleiros.

### Erwachsene
2012 schieden Monika Povilaitytė und Ieva Dumbauskaitė bei der EM in Scheveningen ebenso sieglos nach der Vorrunde aus wie bei der WM 2013 in Stare Jabłonki, der Beach-EM 2013 in Klagenfurt und der 2014 in Cagliari. In der folgenden Spielzeit wurden die beiden baltischen Sportlerinnen Dritte bei den Europaspielen und gewannen im gleichen Jahr zwei Begegnungen in der Vorrunde der Beach-EM, die wiederum in Klagenfurt stattfand. Dies waren ihre ersten Siege überhaupt bei kontinentalen oder Weltmeisterschaften im Erwachsenenbereich. Weitere beachtenswerte Ergebnisse der beiden Athletinnen waren Bronzemedaillen bei zwei Zwei-Sterne-Veranstaltungen 2017, ein neunter Rang bei einem Drei-Sterne-Event im gleichen Jahr sowie der Sieg bei den Europameisterschaften im Snowvolleyball in der folgenden Saison.
2019 war Monika Paulikienė, wie sie nach ihrer Hochzeit hieß, nur bei drei nationalen Events mit wechselnden Partnerinnen am Start. Eine davon war Erika Kliokmanaitė, mit der die in Kelmė geborene Beachvolleyballerin ihre zweite litauische Meisterschaft gewann. Eine weitere war Urte Andriukaitytė, mit der sie nach ihrer Babypause im folgenden Jahr sämtliche Turniere in der Spielzeit 2021 bestritt. Heraus kamen für das Duo die litauische Vizemeisterschaft sowie zwei Siege und zwei weitere Finalteilnahmen bei nationalen Turnieren.
Eine Saison später gewannen Paulikienė und Erika Kliokmanaitė ihre ersten beiden Turniere im Jahr 2022, darunter das Future in Klaipėda in ihrem Heimatland, und erreichten anschließend das Halbfinale in Balıkesir. Die heimische Landesmeisterschaft konnten sie zum zweiten Mal in dieser Zusammensetzung für sich siegreich gestalten. Bei der darauf folgenden EM in München blieb das litauische Team trotz zweier Satzgewinne sieglos. Dies war ihre letzte gemeinsame Veranstaltung. Kliokmanaitė bestritt seitdem kein Turnier mehr, Monika Paulikienė erreichte mit ihrer neuen Partnerin Ainė Raupelytė als Dritte das Podest beim Future in Den Haag. Beim Challenge in La Paz war das Achtelfinale Endstation für die beiden. Nachdem sie im brasilianischen Itapema die Qualifikation nicht überstanden, lief es eine Woche später beim Challenge in Saquarema mit dem Erreichen der Vorschlussrunde wesentlich besser. Die Europameisterschaft 2023 endete für die beiden im Viertelfinale. Es folgten der für Paulikienė vierte litauische Meistertitel und ein weiteres Semifinale in Haikou.
2024 standen die beiden zum ersten Mal bei einem Challenge auf dem Treppchen. In Recife erkämpften sie Bronze, während sie in Xiamen knapp die Medaillenränge verpassten. Bei Elite16-Turnieren kamen sie jedoch vor den Olympischen Spielen nicht über die Vorrunde hinaus. Einige Male scheiterten sie auch schon in der Qualifikation. Im Juni standen sie zum zweiten Mal gemeinsam im Endspiel ihrer Landesmeisterschaft. In Paris blieben sie dagegen satz- und sieglos. Wesentlich besser lief es bei den beiden folgenden Events. Bei den Europameisterschaften gewannen sie ungeschlagen ihre Gruppe und besiegten anschließend zum zweiten Mal in diesem Wettbewerb die Klinger Schwestern Ronja und Dorina sowie Barbora Hermannová und Marie-Sára Štochlová. So konnten sie ihr Vorjahresergebnis noch um einen Platz steigern. In Hamburg wurden sie Poolzweite und bezwangen in der Round of 12 Orsi Toth / Bianchi. Das Erreichen des Viertelfinales war ihr bestes Resultat, dass ihnen bis zu diesem Zeitpunkt jemals bei einem Elite16 gelungen war. Nach den Plätzen neun in João Pessoa und dreizehn in Rio de Janeiro bei den brasilianischen Elite16-Turnieren erreichten Raupelytė/Paulikienė im November beim Challenge-Turnier in Chennai den vierten Platz.

## Privates
Im Sommer 2018 heiratete Monika Povilaitytė Simas Paulikas und nahm die weibliche Form seines Nachnamens an. Frau Paulikienė gebar eine Tochter mit Namen Kamile und einen Sohn, den das Elternpaar Kajus nannte.